# Котельва (річка)
Котельва́ — річка в Україні, в межах Краснокутського району Харківської області та Котелевського району Полтавської області. Ліва притока Ворскли (басейн Дніпра). 

## Опис
Довжина річки 31 км, площа басейну 497 км². Долина трапецієподібна, завширшки до 2 км, завглибшки до 30 м. Річище помірно звивисте, пересічна його ширина — 2 м. Похил річки 1,8 м/км. Споруджено декілька ставків. 

## Розташування
Річка бере початок на схід від села Пархомівки. Тече на захід та південний захід. Впадає до Ворскли на південний захід від смт Котельви. 
Притоки: Котелевка (ліва); Орешня (права). 
На берегах річки в нижній течії розташований райцентр Полтавської області смт Котельва. 